# Північноонезький бокситовий рудник
Північноонезький бокситовий рудник — підприємство з видобутку бокситів у селищі Сєвєроонежськ Архангельської області, РФ.

## Характеристика
Шість пластоподібних покладів. Потужність 0.8…16 м. Глибина залягання 39…137 м.

## Технологія розробки
Розробляється відкритим способом.